# 아치스 성단
아치스 성단(영어: Arches Cluster)은 궁수자리 방향으로 지구로부터 약 25,000 광년, 은하핵으로부터 약 100 광년 거리에 위치한 성단이다.

## 특징
이 성단 주변을 짙은 먼지가 두르고 있어 별에서 나오는 가시광선은 여기에 가려서 관측할 수 없다. 따라서 우리가 이 성단에 대해 현재 알고 있는 내용들은 엑스선, 적외선, 전파 영역으로 찾아낸 것이다. 성단의 반지름은 대충 1 광년 정도이다. 성단 안에는 젊고 뜨거우며 아주 밝은 별이 150개 정도 있다. 이 정도로 큰 별은 극도로 밝기 때문에 수백만 년 내로 중심핵에 있는 수소를 모두 태워 버린다.
성단 내 항성들은 각자가 빠른 속도의 항성풍을 방출하는데 이 항성풍끼리 충돌하여 충격파를 형성하고 있다.

## 구성원의 질량

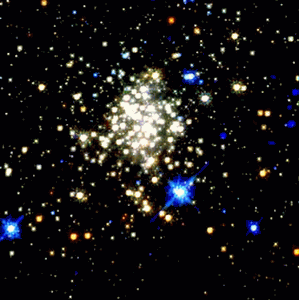
아치스 성단의 위색(僞色) 사진. 허블 우주 망원경 촬영.

로체스터 공과대학교 천문학자 도널드 피저는 현시대 우주에서 항성이 유지 가능한 최대질량은 태양의 150배라고 추정했다. 그는 허블 우주 망원경으로 아치스 성단 내 약 1,000개 항성을 관측했는데 통계적으로 태양질량 150배 이상 천체가 여러 개 나올 것으로 추측했으나, 임계질량을 넘는 경우는 한 개도 없었다. 그러나 이후 다른 연구 결과 피저가 계산한 항성 질량은 당시 사용한 소광 법칙에 대해 매우 큰 민감도를 보였다. 그 이유로 다른 소광 법칙을 적용한 결과 항성질량 상한선은 30 퍼센트가 줄어들었기 때문이다.(태양질량 150배에서 100배까지 감소)

## 항성 목록
| 항성 (B=블럼, F=피저) | 분광형  | 절대등급 | 표면온도 (유효온도, K) | 질량 (M☉) | 반지름 (R☉) | 나이 (백만 년) |
| --------------------- | ------- | -------- | ---------------------- | --------- | ----------- | -------------- |
| B1                    | WN8-9h  | −10.1    | 31,700                 | 50 - 60   | 32          | ~1.8 - 2.5     |
| F1                    | WN8-9h  | −11.0    | 33,200                 | 101 - 119 | 43          | ~1.8 - 2.5     |
| F2                    | WN8-9h  | −10.2    | 33,500                 | 42 - 49   | 30          | ~1.8 - 2.5     |
| F3                    | WN8-9h  | −10.5    | 29,600                 | 52 - 63   | 43          | ~1.8 - 2.5     |
| F4                    | WN7-8h  | −11.0    | 36,800                 | 66 - 76   | 35          | ~1.8 - 2.5     |
| F5                    | WN8-9h  | −10.1    | 32,100                 | 31 - 36   | 31          | ~1.8 - 2.5     |
| F6                    | WN8-9h  | −11.1    | 33,900                 | 101 - 119 | 44          | ~1.8 - 2.5     |
| F7                    | WN8-9h  | −11.0    | 32,900                 | 86 - 102  | 44          | ~1.8 - 2.5     |
| F8                    | WN8-9h  | −10.5    | 32,900                 | 43 - 51   | 35          | ~1.8 - 2.5     |
| F9                    | WN8-9h  | −11.1    | 36,600                 | 111 - 131 | 38          | ~1.8 - 2.5     |
| F10                   | O4-6If+ | −10.1    | 32,200                 | 55 - 69   | 24          | ~1.8 - 2.5     |
| F12                   | WN7-8h  | −10.8    | 36,900                 | 70 - 82   | 31          | ~1.8 - 2.5     |
| F14                   | WN8-9h  | −10.2    | 34,500                 | 54 - 65   | 28          | ~1.8 - 2.5     |
| F15                   | O4-6If+ | −10.6    | 35,600                 | 80 - 97   | 32          | ~1.8 - 2.5     |
| F16                   | WN8-9h  | −10.0    | 32,200                 | 46 - 56   | 29          | ~1.8 - 2.5     |
| F18                   | O4-6I   | −10.4    | 36,900                 | 67 - 82   | 26          | ~1.8 - 2.5     |
| F20                   | O4-6I   | −10.0    | 38,200                 | 47 - 57   | 21          | ~1.8 - 2.5     |
| F21                   | O4-6I   | −10.1    | 35,500                 | 56 - 70   | 25          | ~1.8 - 2.5     |
| F28                   | O4-6I   | −10.1    | 39,600                 | 57 - 72   | 23          | ~1.8 - 2.5     |

## 같이 보기
- 질량이 큰 항성 목록